# Canadian Soccer League 1992
La Canadian Soccer League 1992 è stata la sesta ed ultima edizione del campionato di calcio canadese.
Rispetto alla stagione precedente si registrò il fallimento di Hamilton Steelers, Kitchener Spirit e Nova Scotia Clippers, il ritorno dei London Lasers dopo un anno di sospensione compensò solo parzialmente la crisi delle lega, che si ridusse a sole sei partecipanti.
Al termine della stagione i Vancouver 86ers e i Toronto Blizzard decisero di trasferirsi nel campionato statunitense dell'American Professional Soccer League, che prometteva maggiori ricavi economici ed era in corsa per ottenere la ratifica della federazione come torneo di prima divisione, in vista dei mondiali assegnati agli USA per il 1994. Decisione simile venne presa a Montréal: con la cessazione dell'attività del Montréal Supra, lo sponsor principale della squadra, la famiglia Saputo, iscrisse all'APSL un nuovo club, l'Impact. Rimasta senza le città principali e in piena difficoltà economica, la lega decise di sciogliersi definitivamente. I North York Rockets e i Winnipeg Fury si trasferirono nel campionato dilettantistico della National Soccer League.

## Formula
In questa stagione venivano assegnati tre punti per ogni vittoria e uno per ogni pareggio.
Ogni squadra incontrava le altre quattro volte, due in casa e due in trasferta.
Si qualificavano ai play-off le prime quattro classificate, sia le semifinali che la finale per il titolo si disputavano con la formula dell'andata e ritorno.

## Partecipanti
| Club               | Città      | Provincia           | Stagione precedente    |
| ------------------ | ---------- | ------------------- | ---------------------- |
| London Lasers      | London     | Ontario             | Attività sospesa       |
| Montréal Supra     | Montréal   | Québec              | 5º classificato        |
| North York Rockets | North York | Ontario             | 3º classificato        |
| Toronto Blizzard   | Toronto    | Ontario             | 2º classificato        |
| Vancouver 86ers    | Vancouver  | Columbia Britannica | Campione dopo play-off |
| Winnipeg Fury      | Winnipeg   | Manitoba            | 8º classificato        |

## Classifica regular season
|  | Pos. | Squadra               | Pt | G  | V  | N | P  | GF | GS |
|  | ---- | --------------------- | -- | -- | -- | - | -- | -- | -- |
|  | 1.   | Vancouver 86ers       | 36 | 20 | 11 | 3 | 6  | 42 | 28 |
|  | 2.   | North York Rockets    | 30 | 20 | 8  | 6 | 6  | 25 | 20 |
|  | 3.   | Winnipeg Fury         | 25 | 20 | 8  | 1 | 11 | 27 | 43 |
|  | 4.   | Montréal Supra        | 25 | 20 | 6  | 7 | 7  | 29 | 24 |
|  | 5.   | London Lasers (-3)    | 22 | 20 | 6  | 7 | 7  | 25 | 32 |
|  | 6.   | Toronto Blizzard (-3) | 21 | 20 | 6  | 6 | 8  | 28 | 29 |

Legenda:

      Ammessa ai play-off
Note:

London Lasers e Toronto Blizzard hanno scontato tre punti di penalizzazione ciascuno per una rissa durante l'incontro del 30 agosto

## Risultati
|                    | LON  | MTL  | NYR  | TOR  | VAN  | WPG  |  | LON  | MTL  | NYR  | TOR  | VAN  | WPG  |
| ------------------ | ---- | ---- | ---- | ---- | ---- | ---- |  | ---- | ---- | ---- | ---- | ---- | ---- |
| London Lasers      | –––– | 4-1  | 0-0  | 1-1  | 1-1  | 1-1  |  | –––– | 1-1  | 1-0  | 2-0  | 0-1  | 2-1  |
| Montréal Supra     | 3-1  | –––– | 0-0  | 1-2  | 1-1  | 6-1  |  | 2-4  | –––– | 0-1  | 0-0  | 2-0  | 3-0  |
| North York Rockets | 0-0  | 1-1  | –––– | 2-1  | 2-1  | 1-0  |  | 2-0  | 1-3  | –––– | 3-0  | 0-2  | 0-1  |
| Toronto Blizzard   | 1-1  | 1-1  | 1-1  | –––– | 3-2  | 3-0  |  | 1-2  | 1-0  | 1-1  | –––– | 5-1  | 0-3  |
| Vancouver 86ers    | 5-2  | 0-0  | 3-1  | 3-2  | –––– | 5-0  |  | 4-1  | 2-1  | 0-3  | 3-1  | –––– | 6-0  |
| Winnipeg Fury      | 4-1  | 3-2  | 1-6  | 0-3  | 0-1  | –––– |  | 3-0  | 0-1  | 4-0  | 2-1  | 3-1  | –––– |

## Play-off
|  | Semifinali         | Semifinali | Semifinali |  |                 | Finale        | Finale | Finale |
|  |                    |            |            |  |                 |               |        |        |
|  | Vancouver 86ers    | 1          | 1          |  |                 |               |        |        |
|  | Vancouver 86ers    | 1          | 1          |  |                 |               |        |        |
|  | Montréal Supra     | 1          | 0          |  |                 |               |        |        |
|  | Montréal Supra     | 1          | 0          |  | Vancouver 86ers | 0             | 1      |        |
|  |                    |            |            |  | Vancouver 86ers | 0             | 1      |        |
|  |                    |            |            |  |                 | Winnipeg Fury | 2      | 1      |
|  | North York Rockets | 1          | 0          |  |                 | Winnipeg Fury | 2      | 1      |
|  | North York Rockets | 1          | 0          |  |                 |               |        |        |
|  | Winnipeg Fury      | 1          | 4          |  |                 |               |        |        |
|  | Winnipeg Fury      | 1          | 4          |  |                 |               |        |        |